# Землі історико-культурного призначення
Землі історико-культурного призначення — землі історико-культурних заповідників, меморіальних парків, поховань, археологічних і архітектурних пам'яток та архітектурно-ландшафтних комплексів. Належать до категорії земель природоохоронного, оздоровчого, рекреаційного та історико-культурного призначення. Основні норми, які регулюють відносини щодо використання, охорони та правового режиму 3. і.-к. п., містяться у Земельному кодексі України, інших законодавчих актах. 3. і.-к. п. перебувають виключно у державній власності і не можуть бути передані у колективну або приватну власність. Вилучення цих земель не дозволяється. На них забороняється будь-яка діяльність, що суперечить їх цільовому призначенню.